# توماس كلوسين
توماس كلوسين (بالإنجليزية: Thomas Clausen )‏ (و. 1801 – 1885 م) هو رياضياتي، وعالم فلك من دوقية شليسفيغ .
توفي في تارتو، عن عمر يناهز 84 عاماً.